# Gavali, Khanapur
Gavali là một làng thuộc tehsil Khanapur, huyện Belgaum, bang Karnataka, Ấn Độ.